# Kung Fu (serie televisiva 2021)
Kung Fu è stata una serie televisiva statunitense del 2021, ideata da Christina M. Kim.
È il reboot dell'omonima serie del 1972 e del seguito Kung Fu: la leggenda continua.
Il 3 maggio 2021 la serie viene rinnovata per una seconda stagione, mentre il 22 marzo 2022 per una terza e ultima stagione.

## Trama
Una giovane donna sino-americana è costretta a lasciare il college a causa di problemi personali e a fare un viaggio che cambierà la sua vita, in un monastero isolato in Cina. Al suo ritorno negli Stati Uniti d'America inizia a usare le sue abilità nelle arti marziali per proteggere la sua comunità a San Francisco, nel frattempo è alla ricerca della persona che ha ucciso la sua mentore Shaolin e che ora sta prendendo di mira anche lei.

## Personaggi e interpreti

### Principali
- Nicky Chen, interpretata da Olivia Liang. È doppiata da Valentina Favazza
È una giovane donna esperta di arti marziali che abbandona il college per difendere la sua comunità.
- Jin Chen, interpretato da Tzi Ma. È doppiato da Ambrogio Colombo
È il padre di Nicky e il proprietario di un ristorante. Tiene dei segreti che potrebbero rivelarsi pericolosi per la sua famiglia.
- Mei-Li Chen, interpretata da Kheng Hua Tan. È doppiata da Alessandra Korompay
È la madre di Nicky. Aiuta il marito nel ristorante e anche lei è delusa della figlia.
- Ryan Chen, interpretato da Jon Prasida. È doppiato da Alex Polidori.
È il fratello di Nicky e uno studente di medicina, ha sofferto per l'abbandono della sorella perché era l'unica a sapere che fosse gay.
- Althea Chen, interpretata da Shannon Dang. È doppiata da Eleonora Reti.
È la sorella maggiore di Nicky. Esperta di tecnologia pianifica il matrimonio e la sua futura vita.
- Henry Chu, interpretato da Eddie Liu. È doppiato da Davide Perino.
Un ragazzo che come Nicky pratica le arti marziali e la aiuta nelle indagini su Zhilan.
- Evan Hartley, interpretato da Gavin Stenhouse. È doppiato da Emanuele Ruzza.
È un assistente procuratore di grande successo che prova dei sentimenti per Nicky.
- Zhilan, interpretata da Gwendoline Yeo.
È una donna con profondi legami criminali e un misterioso legame con il monastero di Shaolin. È la responsabile dell'uccisione del mentore di Nicky e vede Nicky sia come avversario che come bersaglio.
- Dennis Soong, interpretato da Tony Chung. È doppiato da Gianfranco Miranda.

### Secondari
- Zhilan, interpretata da Yvonne Chapman È doppiata da Domitilla D'Amico.
- Kerwin, interpretato da Ludi Lin.
- Joe Harper, interpretato da Bradley Gibson.

## Episodi
| Stagione         | Episodi | Prima TV USA | Prima TV Italia |
| ---------------- | ------- | ------------ | --------------- |
| Prima stagione   | 13      | 2021         | 2022            |
| Seconda stagione | 13      | 2022         | 2022            |
| Terza stagione   | 13      | 2022-2023    | 2023            |

## Produzione

### Pre-produzione
Nel settembre 2017 è stato reso noto che Greg Berlanti e Wendy Mericle stavano lavorando a una serie con protagoniste femminili per Fox. A novembre 2019 è stato reso noto che la serie sarebbe stata invece trasmessa su The CW e che questa sarebbe stata scritta da Christina M. Kim e Martin Gero. Il 12 maggio successivo è stato ordinato un episodio pilota; e lo stesso giorno sui social media è stato diffuso un poster promozionale con Liang.

### Cast
Deadline ha scritto tra gennaio e febbraio 2020 che Tzi Ma e Kheng Hua Tan erano stati scelti per interpretare rispettivamente i ruoli di Jin Chen e Mei-Li, Jon Prasida come Ryan Chen, Shannon Dang come Althea Chen, Eddie Liu come Henry Chu e Olivia Liang erano entrati a far parte del cast della serie. A marzo 2020, Gavin Stenhouse e Gwendoline Yeo si sono uniti al cast nei ruoli di Evan Hartley e Zhilan, mentre il 6 ottobre 2020 Tony Chung è stato scelto per il ruolo di Dennis Soong. Il 18 novembre dello stesso anno anche Yvonne Chapman è stata assunta per recitare nella serie, così come Ludi Lin e Bradley Gibson a febbraio 2021.

### Riprese
Le riprese principali della prima stagione sono iniziate il 16 ottobre 2020 a Langley, Columbia britannica.

## Promozione
Il trailer della prima stagione è stato pubblicato l'8 marzo 2021.

## Distribuzione
La serie viene trasmessa sulla rete televisiva The CW a partire dal 7 aprile 2021.

## Accoglienza

### Critica
Sull'aggregatore di recensioni Rotten Tomatoes la prima stagione ottiene l'80% delle recensioni professionali positive, con un voto medio di 6,47 su 10 basato su 15 critiche, mentre su Metacritic ha un punteggio di 65 su 100 basato su 10 recensioni.
Max Gao di Vulture ha assegnato alla serie un voto di 4 su 5, scrivendo "non sarebbe una serie della CW senza un classico triangolo amoroso [...] e il Kung Fu ne crea uno brillante".